# Csákvár
Csákvár è un comune dell'Ungheria di 5.316 abitanti (dati 2001). È situato nella contea di Fejér.